# Piperidina
Piperidina é um composto orgânico com a fórmula C5H11N. É uma amina heterocíclica com um anel de seis membros contendo cinco átomos de carbono e um átomo de nitrogênio. É um líquido claro com um odor similar ao de pimenta.

## Ocorrência
A estrutura básica da piperidina está presente em numerosos alcalóides naturais como a quinina e piperina, no agente químico principal na pimenta-preta e seus parentes (gênero Piper), daí seu nome. A piperidina é também encontrada no veneno da formiga-lava-pés, e é a causa do sensação de ardência associada com a mordida destes insetos.

## Usos
A principal aplicação industrial da piperidina é para a produção de ditio tetrassulfeto de dipiperidinilo, o qual é usado como um acelerador de vulcanização de borracha.[carece de fontes?]
Piperidina é listada como um precursor da Tabela II sob a United Nations Convention Against Illicit Traffic in Narcotic Drugs and Psychotropic Substances devido a seu uso (ápice nos anos 70) na fabricação clandestina de PCP (também conhecida como pó de anjo).
Piperidina é também comumente usada em reações de degradação química, tais como no método de sequenciamento de DNA inventado por Walter Gilbert em 1977, para a clivagem de nucleotídeos modificados específicos. Piperidina é também normalmente usada como uma base para a desproteção de FMOC-amino ácidos usados em síntese de peptídeos de fase sólida.